# Mèo Dragon Li
Mèo Dragon Li (còn được gọi là Mèo Li Hua Trung Quốc, Li Hua, Li Hua Mau và nhiều tên gọi khác, tiếng Trung: 貍花貓 hoặc đơn giản là Li Mao (tiếng Trung: 貍貓)) là một giống mèo nhà Trung Quốc có nguồn gốc từ văn hóa dân gian mới của đất nước Trung Quốc và văn hóa vương triều. Giống mèo Dragon Li là giống mèo tự nhiên, dựa trên một giống bản địa tự nhiên, được công nhận là một giống có nguồn gốc từ Hoa Kỳ bởi Hiệp hội Yêu thích Mèo (CFA) và Hiệp hội Yêu thích Mèo Trung Quốc (CAA).

## Mức độ phổ biến
Năm 2003, Mèo Dragon Li lần đầu được ra mắt trong vai trò là một lớp giống thử nghiệm ở Bắc Kinh, Trung Quốc, chính xác là từ ngày 30 tháng 12 năm 2003 đến ngày 6 tháng 1 năm 2004. Giám khảo Allbreed Dolores Kennedy & Barb Belanger của Hiệp hội Yêu thích Mèo Mỹ (ACFA) là khách mời của Hiệp hội Yêu thích Mèo Trung Quốc (CAA) để thẩm định sự kiện này. Hiện có bốn con mèo giống Li Hua ở Hoa Kỳ.
Năm 2005, một mẫu vật mèo Li Hua điển hình ('Needy') do chủ nhân Da Han trình bày, đã được trình diễn và giành hạng nhất là nhà vô địch CAA đầu tiên theo tiêu chuẩn giống chính thức. Sự kiện này được đánh giá bởi John Douglas Blackmore của ACFA. Vào tháng 2 năm 2010, Li Hua đã được chấp nhận cho vào danh sách thuộc nhóm nhóm mèo khác, bởi Hiệp hội Yêu thích Mèo (CFA). Kể từ khi được quốc tế công nhận, và một phần do số lượng sẵn có hạn chế của nó, Li Hua đã trở thành trọng tâm của sự chú ý trên toàn thế giới.